# نستر سوساتا
نستر سوساتا (انگلیسی: Néstor Susaeta؛ زادهٔ ۱۱ دسامبر ۱۹۸۴) بازیکن فوتبال اهل اسپانیا است.
از باشگاه‌هایی که در آن بازی کرده‌است می‌توان به باشگاه فوتبال رایو وایکانو، باشگاه فوتبال لوزان-اسپورت، باشگاه فوتبال رئال اویدو، باشگاه فوتبال آلباسته بالومپیه، باشگاه فوتبال آلکورکون، باشگاه فوتبال ایبار، و باشگاه فوتبال اتلتیک بیلبائو بی اشاره کرد.